# Estresse de minorias
O estresse de minorias descreve os altos níveis de estresse e estigma enfrentados por pessoas que pertencem a grupos minoritários. Pode ser causado por vários fatores, como questões socioeconômicas, que se refletem em preconceito e discriminação.
Estudos científicos demonstraram que, quando minorias sofrem um alto grau de preconceito, isso pode causar respostas de estresse (como pressão alta e ansiedade) que se acumulam ao longo do tempo e acabam levando a uma saúde mental e física precária. A teoria do estresse de minorias resume esses estudos científicos para explicar como situações sociais difíceis levam ao estresse crônico e à saúde precária entre esses indivíduos.